# ビビってむーちょ
『ビビってむーちょ♥』は、フクシマハルカによる日本の漫画作品。
『なかよし』（講談社）にて2002年2月号から同年9月号まで連載された。全8話。単行本は同社の講談社コミックスなかよしより全2巻。

## 書誌情報
- フクシマハルカ 『ビビってむーちょ♥』 講談社〈講談社コミックスなかよし〉、全2巻
  1. 2002年10月4日第1刷発行、ISBN 4-06-364001-9
  2. 2003年5月6日第1刷発行、ISBN 4-06-364020-5

  - 2巻には「秘密だカンナ!」「きみはボクを好きになる!」「あたしだってキレイになりたい!」の読み切り3作品が同時収録されている。